# Drassodes fritillifer
Drassodes fritillifer är en spindelart som beskrevs av Simon 1914. Drassodes fritillifer ingår i släktet Drassodes och familjen plattbuksspindlar.
Artens utbredningsområde är Frankrike. Inga underarter finns listade i Catalogue of Life.